# سومان بوخريل
سومان بوكريل (सुमन पोखरेल، Suman Pokhrel؛ وُلد في 21 سبتمبر 1967)
```
هو 
شاعر نيبالي
، وكاتب أغانٍ، وكاتب مسرحي، ومترجم، وفنان. أدرجت جامعات في 
نيبال
 والهند قصائده ضمن مناهجها الدراسية.
[
3
]
[
4
]
[
5
]
[
6
]
```

بوكريل هو الكاتب الوحيد الذي حصل على جائزة رابطة أدباء سارك مرتين، عام 2013 و2015. كما نال عدة جوائز أدبية وطنية ودولية مثل جائزة شالوك الدولية وشاعر آسيا الملهم.

## النشأة
وُلد بوكريل في 21 سبتمبر 1967، في منطقة المطاحن، بيرات نغر، لوالديه موكوندا براساد بوكريل وباختا ديفي بوكريل.

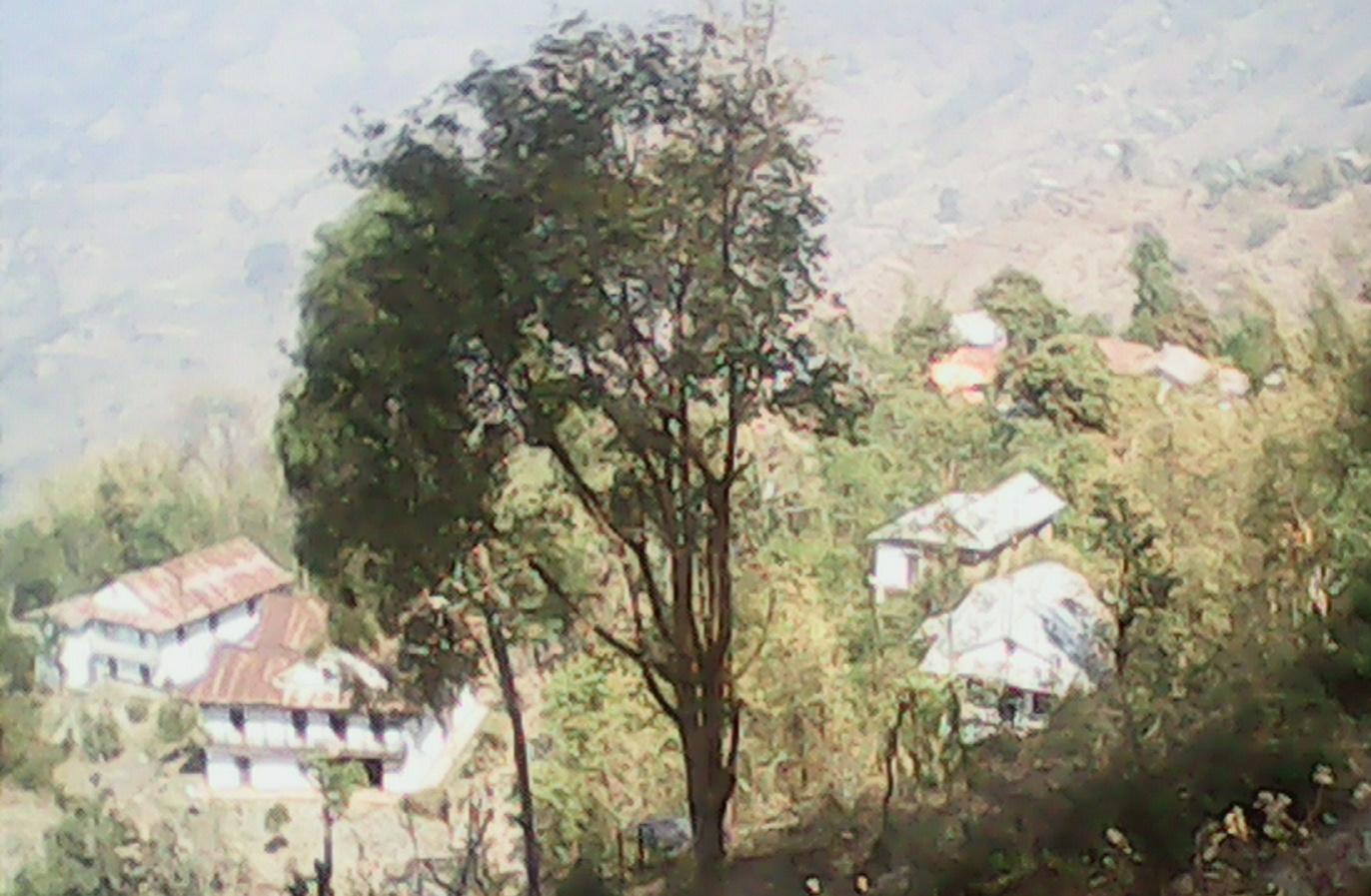
منظر من قرية كاتشيدي، مسقط رأس بوكريل

التحق بوكريل بمدرسة "بال ماندير"، وهي روضة حكومية في بيرات نغر، حتى سن الخامسة. ثم انتقل إلى قرية أجداده "كاتشيدي" في دهانكوتا في سن السابعة، حيث ربّته جدته لأبيه. كان جده بيدهياناث بوكريل شاعرًا وسياسيًا، ومن خلال مكتبته الغنية بأمهات كتب الأدب النيبالي والهندي والسنسكريتية، تعرّف سومان إلى الأدب مبكرًا. في سن الثانية عشرة، عاد للعيش مع والديه في بيرات نغر. وكان والده مهندسًا ومحبًا للكتب والفنون، مما كان له تأثير واضح على اهتماماته الأدبية.

## التعليم
حصل بوكريل على شهادة البكالوريوس في العلوم، وماجستير إدارة الأعمال، وبكالوريوس قانون من جامعة تريبهوفان في نيبال.

## المسيرة
التحق بوكريل بالخدمة المدنية النيبالية في حكومة نيبال بوظيفة "ضابط قسم" في فبراير 1995، ثم استقال منها في ديسمبر 1998 ليلتحق بمنظمة بلان إنترناشونال كناشط تنموي، حيث نُقل إلى مناطق جبلية نائية في البلاد. وقد تطلب منه عمله القيام بزيارات متكررة إلى هذه المناطق النائية.
يكتب بوكريل بلغات متعددة منها النيبالية والإنجليزية والهندية والأردية. وقد تُرجمت أعماله إلى عدة لغات ونُشرت في مجلات ودوريات من مختلف البلدان. وقام العديد من المترجمين، بمن فيهم هو نفسه، بترجمة أعماله إلى لغات أخرى.
ألقى بوكريل قصائده أمام جمهور وطني ودولي، وشارك في مهرجانات الأدب التابعة لـ سارك أعوام 2009 و2010 و2011 و2013 و2015. كما ألقى قصيدة في احتفالية "يوم ميثاق سارك" في 8 ديسمبر 2013 بنيودلهي، الهند، كضيف خاص. وشارك في برنامج شهري لإلقاء الشعر بمدينة كاتماندو في مارس 2015. كما قرأ قصائده في "ملتقى شعراء الهند" بمدينة أوديشا في فبراير 2016 كضيف شاعر أجنبي. وشارك في "منتدى كتّاب دول آسيا" الأول في نور سلطان، كازاخستان، في سبتمبر 2019، و"فِشوا رانغ" في بوبال، الهند، في نوفمبر 2019، ومهرجان كوكرجهار الأدبي في أسام، الهند، في يناير 2023، ومهرجان شالوك الدولي للأدب في دكا، بنغلاديش، في مارس 2023، إلى جانب مشاركته في مهرجان أدب بيمستك في مارس 2023 بنيودلهي، وغيرها من الفعاليات الأدبية داخل وخارج نيبال.
قام بوكريل بترجمة أعمال العديد من الشعراء والكتّاب باللغة النيبالية إلى الإنجليزية، والهندية، والأردية، ومن بينهم لاكشمي براساد ديفكوتا، غوبال براساد ريمال، بهوبى شيرتشان، إيشوار بالاف، أبهي سوبيدي، كريشنا بوشان بال، سانو شارما، وجيتا تريباثي وغيرهم.
بين عامي 2019 و2022، أدار بوكريل سلسلة "كافياروهن" بالتعاون مع آروهان غوروكول في بيرات نغر، والتي استضافت شعراء نيباليين بارزين مثل بايراجي كاينلا وتولاسي ديوسا وآخرين.

### الشعر
- دقات قلب من الفراغ[20]
- آلاف العيون في هذه العيون[20]
- على هامش الحياة[21]
- الحياة تؤلمني أصلًا[20]
- موسيقى الجمال[20]
- هكذا صورة: هكذا قصيدة[16]

### المسرح
- يَجنَسيني[16]

### الترجمة
- العاصفة (Aandhibehari)[16]
- بعض القصائد المفضلة (Manpareka Kehi Kavita)[16]
- واحد صفر واحد (One Zero One)[20]
- صوت الهند الأبدي (Bharat Shashwat Aawaz)[16]

## الاعتراف والقبول
منح ظهور شعر سومان بوكريل على منصات دولية قصائده جمهورًا أوسع، وحظيت بالإعجاب من شتى الفئات. نُقلت أشعاره واقتبست في العديد من الوسائط، وأدرج بعضها في المناهج الجامعية، مما عزز من حضوره في المشهد الأدبي.
دخلت أعماله الشعرية ضمن مقررات جامعية في جامعة تريبهوفان وجامعة بوربانتشال في نيبال، وجامعة كيرالا، وجامعة جي دي غويْنكا، وكلية كوفيري للنساء في الهند. وقد أظهرت هذه القصائد أثرًا بالغًا لدرجة أن بعض المعجبين وشموا أبياتها على أجسادهم. ويستشهد بها الكتّاب في كتاباتهم، وتُتداول على نطاق واسع في منصات التواصل الاجتماعي مثل إنستغرام وتويتر وفيسبوك.
في عام 2023، حصل سومان بوكريل على جائزة شاعر آسيا الملهم من مؤسسة "آسيا أوورد"، وجائزة شالوك الأدبية الدولية من مجلة "شالوك" الأدبية في دكا، بنغلاديش. كما اختير في نفس العام كاتب الشهر من قبل "سبيلوردز برس" في نيويورك، الولايات المتحدة. وكان قد نال سابقًا جائزة سارك الأدبية المرموقة مرتين، في عامي 2013 و2015، وهو الوحيد الذي نال هذه الجائزة مرتين.

## الجوائز

### دولية
- جائزة شاعر آسيا الملهم (2023)[16]
- جائزة كاتب شهر يونيو – Spillwords (2023)[16]
- جائزة شالوك الأدبية الدولية (2023)[16][10]
- جائزة سارك الأدبية (2015) – مقدمة من مؤسسة كتّاب وأدباء سارك[7]
- جائزة سارك الأدبية (2013) – مقدمة من مؤسسة كتّاب وأدباء سارك[8][16]
- جائزة باريكالپنا (2013)[16]

### وطنية
- جائزة بهانو (2020)[16]
- جائزة آروهان الشعرية (2022)[16]
- جائزة بابارسينها ثابا التذكارية (2022)[16]
- جائزة ساشيدهدي الوطنية للمواهب (2018)[16]
- شخصية العام من منظمة "شباب من أجل الدم" (2015)[16]
- تكريم آروهان الخاص (2013) – مقدمة من آروهان غوروكول[22]

## الحياة الشخصية
ينتمي سومان بوكريل إلى أسرة ثرية ذات خلفية أكاديمية ونشاط سياسي بارز في السياق النيبالي. كان كل من جده لأبيه وجده لأمه من السياسيين. فجده لأبيه بيديا ناث بوكريل كان شاعرًا أيضًا، بينما كان جده لأمه غانش براساد ريجل عضوًا في أول برلمان في نيبال، وقد نُفي إلى الهند عقب انقلاب نيبال 1960 الذي نفذه الملك ماهندرا. أما والده موكوندا براساد بوكريل فكان مهندسًا حاصلًا على شهادات دولية ويعمل موظفًا حكوميًا، ووالدته بختا ديفي بوكريل فقد تخرّجت من جامعة بانارس الهندوسية وكانت أيضًا موظفة في الحكومة النيبالية.
تزوج بوكريل من "جوما دونغل" في عام 2002. ولهما ابنة تُدعى "أوجاسووي" وابن يُدعى "أجيش" ويُعرف أيضًا باسم "مانسون". ويقيمون في منزلهم الخاص بمدينة بيراتنغر.

## وصلات خارجية
- Suman Pokhrel  على فيسبوك.
- الموقع الرسمي لسومان بوكريل